# Ljungby socken, Halland
Ljungby socken i Halland ingick i Faurås härad, ingår sedan 1971 i Falkenbergs kommun och motsvarar från 2016 Ljungby distrikt.
Socknens areal är 54,37 kvadratkilometer, varav 53,47 land. År 2000 fanns här 1 152 invånare. Kyrkbyn Ljungby (med sockenkyrkan Ljungby kyrka) ligger i socknen, liksom tätorten Bergagård och en mindre del av småorten Ätrafors samt godset Hellerups säteri.

## Administrativ historik
Ljungby socken har medeltida ursprung.
Vid kommunreformen 1862 övergick socknens ansvar för de kyrkliga frågorna till Ljungby församling och för de borgerliga frågorna till Ljungby landskommun.  Landskommunen inkorporerades 1952 i Vinbergs landskommun som 1971 uppgick i Falkenbergs kommun. Församlingen uppgick 2010 i Vinberg-Ljungby församling.
1 januari 2016 inrättades distriktet Ljungby, med samma omfattning som församlingen hade 1999/2000.
Socknen har tillhört fögderier och domsagor enligt Faurås härad. De indelta båtsmännen tillhörde Södra Hallands första båtsmanskompani.

## Geografi och natur
Ljungby socken ligger norr om Falkenberg, i nordöst avgränsad av Ätran och genom de centrala delarna rinner Vinån som är en biflod till Ätran. Den enda större sjön är Ljungsjön som ligger i socknens centralare delar och är källa till Morupsån. Socknen är en kuperad slättbygd med skog i väster och norr. Den största delen är åkermark (62 procent 1971) men det finns även en betydande del skog (26 procent 1971).
Hällarps naturreservat är ett kommunalt naturreservat.
Högsta kustlinjen går genom socknen vilket medför att markförhållandena varierar mellan dess olika delar. Ett ishavsdelta täckte de östra delarna där betydande mängder grus och sand är avlagrat, vilket medfört att där finns ett större grustag. I norr och öster finns moränåsar. Den högsta punkten, Horsakullen på Lilla Ljungbys marker, ligger 137 meter över havet. Andra höga punkter är Hellepjucken 130 m ö.h. och Vasabjär på Gisslestads marker. I väster finns flera punkter med vacker utsikt över havet, bland annat Hanapjutten 134 m ö.h. Berggrunden består av gråsten.
Som kuriosa kan nämnas att man funnit ett omkring 120 centimeter långt underkäksben från en bardval vid Tångagård i Ljungby, från den tid då området låg betydligt under havsytan.
Två hedväxter är förknippade med Ljungby, ljungen och ginsten. Ljungen fanns tidigare mycket utbredd, men har minskat i omfattning genom det moderna jordbruket. Den har inte bara gett namn till socknen utan också till gårdar, sjöar och höjder. Den andra växten som utmärker Ljungby är ginsten. Den enda växtplatsen í Halland och kanske hela Sverige av tagg-ginst finns (1971) i Ljungby, liksom den enda halländska växtplatsen norr om Ätran av hårginst.
Länsväg 154 går genom Ljungby i nordöstlig-sydvästlig riktning. Flera vägar förbinder länsvägen med näraliggande orter som till exempel Vessigebro, Ätrafors och Sibbarp.
Höstena källor ligger i socken.

## Fornlämningar och historia
Från stenåldern finns flera boplatser, från bronsåldern högar, gravrösen och stensättningar. Från järnåldern finns sex mindre gravfält.
Ett gravfältsområde finns i skogarna väster om Ljungsjön. Där finns bland annat ett gravröse med namnet Hästerör som är 32 meter i diamter och 2,5 meter högt. Nära Töllstorp i de sydligare delarna av Ljungby finns ett att gravfältsområde, med bland annat en gravfält på 70 gånger 190 meter med domarringar och skeppssättningar. I Trustorp och Bertilsgärde, i de norra delarna, finns också gravfält. Slutligen finns Tormorrup, i nordöst, en domarring som brukar gå under namnet Domarsätet.
Bland de lösa fynd som gjorts finns en omkring sju centimeter hög bronsfigur som kan tolkas som ett fågelhuvud eller en hjälmprydd person. Det har även hittats ett tiotal stenyxor. I Långe mosse har ett bronssvärd och spjut hittats.
I Ljungby har det funnits två historiskt belagda kyrkor. Den gamla kyrkan brann ner 1869 och ersattes av en ny kyrka på samma plats.  Den nuvarande kyrkan är från 1875.
Det fanns sedan 1764 ett gästgiveri i Ljungby. Det första gästgiveriet låg på Rönnagård. Från 1766 delades gästgiveriet mellan fyra gårdar, nämnda Rönnagård, Lyngen, Lilla Ljungby och Bergagård. Gästgiveriet roterade mellan de fyra gårdarna. 1797 blev Bergagård ensamt gästgiveri. Detta efter en längre tvist mellan framförallt Lilla Ljungby och övriga gästgiverigårdar. Tvisten avgjordes till slut av Kammarkollegiet och beslutet är påskrivet av kungen Gustav IV Adolf. På Bergargård stannade gästgiveriet fram till 1848. Dåvarande gästgivaren, Lars-Jakob Bengtsson blev då anhållen för sedelförfalskning och dömd till ett års fängelse. Under denna tiden flyttades gästgiveriet till Lilla Ljungby där det förblev tills det lades ned omkring 1916. Den siste krögaren blev Georg Crafoord. Han gifte sig istället med ägarinnan till gästgivaregården, Janna Johansson och drev jordbruket där fram till 1940-talet varefter det arrenderas ut tills det såldes till John-Erik Johansson.
Vid både Bergagård och Lilla Ljungby står fortfarande stenar som berättar om skjutshållet och vad det kostade att för en skjuts till närliggande orter. Den förra är från 1847 och den andra från 1849.
Då Falkenbergs järnväg fanns gick den genom Ljungby. Inom socknen fanns en station och hållplatser. Stationen låg i Tormorup och kallades Ätrafors station. En av hållplatserna låg i Höstena, vid gården Ängarna precis vid Höstena källor. Järnvägen kom in i Ljungby vid Lilla Töringe och gick sedan genom Ågård via Hermanstorp över till Alfshög. Den kom sedan in i Ljungby igen vid Stavbäck och gick via Höstena till Tormorup, därefter mot Köinge.

## Namnet
Namnet (senare delen av 1200-talet Lyungby) kommer från kyrkbyn. Förleden är ljung i betydelsen ljungbeväxt mark. Efterleden är by, 'gård; by'.

## Verksamheter

### Skolan
Enligt ett visitationsprotokoll från 1816 fanns det då en ambulerande skola betalade av föräldrarna till barnen. Åtta år senare visar visitationsprotokollet att det nu även finns undervisning för barn med fattigare föräldrar efter en donation. Den första fasta skolan invigdes 20 maj 1852 i Ljungby efter flera års strider och efter att flera olika planer blivit övergivna. Skolan byggdes på mark tillhörande Ljungby kyrka men genom ett markutbyte mellan kyrkan och Lilla Ljungby hamnade skolan på mark som tillhörde Gästgivaregården. Skolan blev snabbt för liten och 1877 stod en ny folkskola färdig i Hule. Den gamla skolan blev då bostad och bland bodde där en smed som hette Lundberg och huset kallades därför för "Lundbergshuset". Det är i dag fortfarande bostadshus. Innan småskolorna i Töllstorp, Kärret och Trustorp stod färdiga 1892 användes vanliga bostadshus till småskolor. Ett sådant var "Boen", ett rött litet hus som fortfarande står kvar i Ljungby vid korsningen där vägen går till Ätrafors. Den första fast anställde läraren hette Andreas Wedberg och kom från Veddige. Han hade börjat 1847. En skola, senare folkskola, startade 1862 i Stum, men lokalen var så dålig att den redan 1869 fick ersättas av en nybyggd. En andra folkskola byggdes i Hule 1875. Tre ny småskolor, Trustorps skola, Töllstorps skola och Kärrets skola började användas 1892.
De många skolorna som byggdes i slutet av 1800-talet medförde att behov av nya skolor var fyllt för ett bra tag framåt och det dröjde tills tiden för andra världskriget innan en ny skola byggdes. Redan före kriget hade en utredningskommitté föreslagit att en ny skola skulle byggas. Den blev uppskjuten på grund av kriget, men började byggas i maj 1945 och 15 augusti 1946 stod Ljungbys centralskola färdig i Bergagård. Numera är det den enda skolan som finns kvar. Skolan har omkring 145 elever och omkring 20 personer i personalen.

### Ålderdomshem
Den 20 december 1895 beslöt kommunalstämman att en gård i Bergagård skulle köpas för att bli fattiggård. Det var Gustav Nilssons gård som tidigare varit Gästgiveri. Den skulle vara självfinansierad genom att gårdens avkastning skulle försörja vårdtagarna. Fattiggården användes inte bara av Ljungby utan även av Alfshögs socken, Okome socken och Svartrå socken. Gården ersattes av ett nytt ålderdomshem 1969.

### Sport
Ljungby skyttegille bildades 1895 efter att det tidigare funnits en geografiskt sett stor skytteförening i Varberg som bland annat täckte in Ljungby. Föreningen bytte 1911 namn till Ljungby Skytteförening.
Från ett tidningsurklipp ur Hallandsposten framgår att 30 bondgossar från bygden som utbildades av en lantbrukare under sommaren haft "simundervisning" inför 400-500 personer den 23 september 1868, det är dock tveksamt om det var något som förekom under någon längre period.
Den första fotbollsklubben bildades i slutet av 1920-talet och hette Ljungby Bollklubb. Under 1930-talet bildades Ljungby Gymnastikförening och Ljungby idrottsförening, de senare höll bland annat på med friidrott och terränglöpning. De bägge klubbarna slogs 1940 samman till Gymnastik- och idrottsföreningen Ginsten (GoIF Ginsten). Samma år bildades också Ginstavallens Idrottsförening som byggde idrottsplatsen med samma namn.
GoIF Ginsten startade 1945 en fotbollssektion samtidigt som Ljungby Bollklubb lade ner sin verksamhet. Även inom bordtennisen startade en klubb, Ljungby Bordtennisklubb, som senare ersattes av en sektion inom GoIF Ginsten.
Falkenbergs motorbana ligger i Ljungby och byggdes 1967.

## Befolkningsutveckling
| Befolkningsutvecklingen i Ljungby socken, Halland 1750–1990                                             | Befolkningsutvecklingen i Ljungby socken, Halland 1750–1990 | Befolkningsutvecklingen i Ljungby socken, Halland 1750–1990 | Befolkningsutvecklingen i Ljungby socken, Halland 1750–1990 | Befolkningsutvecklingen i Ljungby socken, Halland 1750–1990 |
| --- | ----------------------------------------------------------- | ----------------------------------------------------------- | ----------------------------------------------------------- | ----------------------------------------------------------- |
| |                                                             |                                                             |                                                             |                                                             |
| År |                                                             |                                                             | Folkmängd                                                   |                                                             |
| 1750 | 1750                                                        |                                                             | 727                                                         |                                                             |
| 1760 | 1760                                                        |                                                             | 764                                                         |                                                             |
| 1769 | 1769                                                        |                                                             | 878                                                         |                                                             |
| 1780 | 1780                                                        |                                                             | 922                                                         |                                                             |
| 1790 | 1790                                                        |                                                             | 1 131                                                       |                                                             |
| 1800 | 1800                                                        |                                                             | 939                                                         |                                                             |
| 1810 | 1810                                                        |                                                             | 894                                                         |                                                             |
| 1820 | 1820                                                        |                                                             | 983                                                         |                                                             |
| 1830 | 1830                                                        |                                                             | 1 070                                                       |                                                             |
| 1840 | 1840                                                        |                                                             | 1 173                                                       |                                                             |
| 1850 | 1850                                                        |                                                             | 1 332                                                       |                                                             |
| 1860 | 1860                                                        |                                                             | 1 647                                                       |                                                             |
| 1870 | 1870                                                        |                                                             | 1 885                                                       |                                                             |
| 1880 | 1880                                                        |                                                             | 2 014                                                       |                                                             |
| 1890 | 1890                                                        |                                                             | 1 763                                                       |                                                             |
| 1900 | 1900                                                        |                                                             | 1 645                                                       |                                                             |
| 1910 | 1910                                                        |                                                             | 1 613                                                       |                                                             |
| 1920 | 1920                                                        |                                                             | 1 484                                                       |                                                             |
| 1930 | 1930                                                        |                                                             | 1 429                                                       |                                                             |
| 1940 | 1940                                                        |                                                             | 1 335                                                       |                                                             |
| 1950 | 1950                                                        |                                                             | 1 255                                                       |                                                             |
| 1960 | 1960                                                        |                                                             | 1 132                                                       |                                                             |
| 1970 | 1970                                                        |                                                             | 1 035                                                       |                                                             |
| 1980 | 1980                                                        |                                                             | 1 120                                                       |                                                             |
| 1990 | 1990                                                        |                                                             | 1 203                                                       |                                                             |
| Anm: Källor: Umeå universitet - Tabellverket 1749-1859, Demografiska databasen, CEDAR, Umeå universitet |                                                             |                                                             |                                                             |                                                             |